# Арон Бенкс
Аррон Фрезер Ендрю Бенкс (народився у березні 1966) - британський бізнесмен і політичний спонсор. Є співзасновником (разом з Річардом Тайсом) кампанії Leave.EU. 
Бенкс був одним з найбільших спонсорів Партії незалежності Сполученого Королівства (UKIP) і фінансував кампанії Найджела Фараджа, метою яких був вихід Великой Британії з ЄС. Комітет Британського парламенту у своїй доповіді, дійшов до висновку, що: "Вважається, що Аррон Бенкс пожертвував 8,4 мільйони фунтів кампанії за вихід з ЄС, що є найбільшим політичним пожертвуванням в британській політиці, але не є зрозумілим, звідки він отримав таку кількість грошей."; "Він не зміг запевнити нас, що його власні пожертвування надійшли з джерел в Сполученому Королівстві.". Бенкс заявив, що гроші, які він пожертвував кампанії Leave.EU були законними, і надійшли з його страхових бізнесів в Сполученому Королівстві. Повідомлялося, що Бенкс мав численні зустрічі з членами російського посольств, а також отримував бізнес-пропозиції в РФ перед референдумом Brexit.
Бенкс заявив, що був усунутий з Партії незалежності Сполученого Королівства (UKIP) в березні 2017 року, але UKIP повідомила, що його членство "закінчилося раніше в тому році.".

## Особисте життя
Бенкс був вихований матір'ю в Бейзингстоке, Гемпшир; його батько працював управителем плантацій цукрового очерету в різних африканських країнах. З 13 років він відвідував школу-інтернат в графстві Беркшир, яка називається Крукхем суд, до висилки за "накопичення правопорушення", включаючи продаж свинцю, вкраденого з дахів шкільних будівель, і "жваву погану поведінку". Потім він відвідував школу  Св. Бартоломью у Ньюбері , але був вигнаний знову. Повернувшись в Бейзингстоук, де він продавав картини, пилососи, а потім дома,  у віці 21 року він одружився зі своєю першою дружиною, Керолайн, з якою він має двох дочок.
Перший шлюб Бенкса тривав десять років, і в 2001 році він одружився з росіянкою Катериною Падериною, матір'ю ще трьох дітей. Падеріна повідомила, що отримала допомогу для того,щоб залишитися у Великій Британії від  Майка Хенкок , в той час як  він був депутатом.
Повідомляли,що у 2014 році Бенкс,  жив у селі Tockington недалеко від Бристоля , в будинку з "величезним"  британським прапором, що літав над галявиною перед будинком, і належав ще одному будинку з виглядом на заповідник недалеко від Преторії в Південній Африці.

## Бізнес кар'єра
Бенксу було запропоновано  роботу помічника на страховому ринку Ллойда в Лондоні. За даними "Гардіан", до 27 років, він керував підрозділом Норвічського Союзу. У статті також стверджує, що він провів рік , працюючи в Беркшир Хетеуей, інвестиційній компанії Воррена Баффета. Однак в іншому дослідженні сказано, що Норвіч Союз і Воррен Баффет відхилити позов банку, про підтвердження того, що він працював на них. Потім, з кабінету над пекарнею в  Торнбері, Глостершир, Бенкс почав працуювати страховим брокером мотоциклів, Motorcycle Direct і за декілька років компанія стала досить великою, щоб продати "кілька мільйонів". Він використовував гроші, щоб знайти Commercial Vehicle Direct, про яких він каже, що "за дуже короткий період ми стали найбільшою комерційно безпечною компанією в країні". За сім років, разом з австралійським діловим партнером Джона Гэннона, Банкс розширив цей бізнес, щоб стати Group Direct Limited  і в 2008 році компанія поплив шляхом зворотного поглинання як Брайтсайд групи. Він був її генеральним директором з червня 2011 по червень 2012 року, в цей час компанія пройшла лістинг на альтернативному інвестиційному ринку (мета). Після того як Бенкс був звільнений з компанії в 2012 році, він продав акції вартістю £6м в 2013 році, і отримав значно більше, коли інвестиційна фірма AnaCap фінансові партнери купили Брайтсайд в наступному році.
Бенкс був головою (CEO) Southern Rock страхової компанії в 2014 році, яка займається страхуванням на сайті GoSkippy.com, який був заснований Бенксом. Після від'їзду Бенкса, Брайтсайд прийняв судовий позов проти нього, стверджуючи, що він використовував конфіденційну інформацію в налаштуванні GoSkippy.com шість місяців потому. Існують також правові дії між Southern Rock і Brightside.
Раніше він був генеральним директором AIM-listed Менкська фінансової групи з квітня 2008 по лютий 2009 року. За даними реєстраційної палаті записів, Бенкс створив 37 різних компаній, використовуючи незначні варіації його імені. Імена, які використовуються Бенксом є Банкс Арон Фрейзер, Ендрю, Ендрю Фрейзер Аррон Банкс, Аррон Банкс Фрейзер Андрій і Аарон Бенкс. Профілі для перших трьох імен, що використовують одну і ту ж дату народження, але різні списки компаній. Відповідати на питання "Гардіан" про це, він відмовився.
Бенкс також належать страховій компанії Eldon, керівник якої також є Елізабет Біллі в Leave.EU, де Енді Вігмор також є директором. Прибуток компанії підскочиd до £16.7 м на першу половину 2017 року після запису прибутку  £284,000 у 2015 році та збиток в £22,500 в 2016 році, незважаючи на 40% зростання виручки. Бенкс сказав, що Елдон бізнес був перетворений тій же ИИ технології, використовувані в квартал і місяць кампанії. В офшорній холдингової компанії , яка контролює Елдон страхування СВК ризик рішення, в якому кошти багатьох банків діяльності і виплатив понад 77 мільйонів фунтів стерлінгів в період між 2015 і 2018, щоб підтримати південний рок Гібралтару після того, як регулятори виявили в торгівлі в той час як технічно неспроможні. В рамках угоди з регуляторами Бенкс подав у відставку з директорських посади в  Елдон у 2013 році, і Південний Рок у 2014 році, також прийняв "період заборони або самовиключення з інших страхових директорських посад ".
Він також купив старий маєток музиканта Майка Олдфілда, і перетворив його в місце проведення весілля.
В 2016 році, витік Панама паперів зазначених Банксом, а також Елізабет Білн були акціонерами Британських Віргінських островах компанії при Холдінгс Лімітед, яка є єдиним акціонером африканських стратегічних ресурсів суспільства. Однак, представник банків заперечує будь-які зв'язки з адвокатом по імені і заперечує, що банки був пов'язаний з паперами. Банків заявив, що у нього контрольний інтерес у алмазний рудник в місті Кімберлі, Південна Африка, і ліцензію на видобуток в Лесото. У липні 2018 року, банки відмовляють, що гроші, виплачені міністр уряду в Лесото була хабар; було приділено гарантія права на видобуток алмазів в Лесото. У 2013 році банки заплатили £65,000 в приватний банківський рахунок Thesebe Maseribane, потім міністр Басуто за рівноправність жінок. Банки згодом покрили £350,000 витрат на політичну кампанію для Maseribane, в 2014 році, після військового перевороту в Лесото.
В січні 2015 року, однією з оцінок його багатства було 100 мільйонів фунтів стерлінгів. У листопаді 2017 року, було відзначено оцінкою £250 мільйонів.

### Інші бізнес-асоціації
Наступним посилився нагляд з боку ЗМІ після того, як його початковий внесок у УКИП, з'ясувалося, що банки брала участь у видобутку в Південній Африці і мав зв'язки в Беліз. Банки також має відношення до компаній, що базуються в Гібралтарі і на острові Мен, і тісні зв'язки з членами сім'ї з Белізу прем'єр-міністра. однак з урахуванням зауважень, висловлених  The Thick of It  засновником Armando Iannucci на  BBC One's Question Time програмі, Бенкс відмовився бути  власником компанії в Белізі, прагнучи уникнути британського податку "через будь-який пристрій". Описуючи в коментарях, як "наклепницькі", він пригрозив судовим позовом до lannucci, якщо він не отримає вибачень протягом тижня.
Відповідаючи на питання, чи сплачували його компанії повний корпоративний податок, Бенкс заявив: "Я заплатив більше £2.5 мільйонів прибуткового податку в минулому році... Мій страховий бізнес, як і більшість цього бізнесу,  заснований у Гібралтар, але я також маю бізнес у Великій Британії, який також має справу з клієнтами, і за нього я так само сплачую податок, як всі. В одній з компаній у Великій Британії,а саме,Rock Services Ltd, де Банкс директор, в 2013 році мала обіг в £19.7 мільйонів і сплатила податок в розмірі £12,000. Компанія списала  £19.6 мільйонів на "адміністративні витрати", а основною діяльністю було, здається "поповнення товарами та послугами" з Southern Rock Insurance Company. Southern Rock Insurance стверджує, що проводить політику для своїх клієнтів з GoSkippy.com, яким керує Бенкс.
Основною холдинговою компанією Rock Services і Southern Rock є Rock Holdings Ltd, компанія, заснована на острові Мен. Бенкс, також є "істотним" акціонером  STM Fidecs, де Leave.EU є дочірньою компанією; компанія стверджує, що спеціалізується на "захисті міжнародного багатства", максимізуючи податкову ефективність для підприємців та емігрантів, а також "структурує міжнародні групи, зокрема розмежує та переводить функції інтелектуальної власності та казначейства до юрисдикції з низьким чи безмитним податком".

## Політична кар'єра та пожертви
Раніше Бенкс був у Консервативна партії донорів, але в жовтні 2014 року заявив, що він  пожертвував £100,000 для УКИП. У відповідь на спростування з боку прем'єр-міністра Девіда Кемерона про те, що він був великий консерватор донорів в останні роки, Бенкс збільшив внесок в 1 млн. фунтів стерлінгів у Партію незалежності  Великої Британії (UKIP), прямо посилаючись на попереднє інтерв'ю  Девіда Кемерона, як його міркування. Бенкс сказав, що він змінив партійну приналежність, оскільки він згоден з політикою UKIP  і її думкою про те, що Євросоюз "тягне Велику Британію назад", тому що це "закритий магазин для країн-банкрутів".Бенксс називають "провідною фігурою" за анти-ЄС  Grassroots Out і Leave.EU,  так само, як і офіційну Vote Leave компанію.
Він повідомив про свій намір балотуватися на UKIP в виборчому окрузі, в Торнбери і Йете на 2015 загальних виборах, але партія обрала свого кандидата. Це був Русь Мартін, який посів третє місце. Він вказав, що  буде стояти в Клактон в 2017 році на загальних виборах проти Дугласа Карсвелла, , але пізніше передумав.
Бенкс заявив в березні 2017 року, про те, що йде з UKIP. Він вважає, що  причиною його звільнення було те, що він критикував керівництво. Проте UKIP сказала,  що його членство закінчилося ще раніше.
У травні 2018 року Бенкс взяв участь у заході щодо збору коштів для Демократичної юніоністської партії разом з Найджелом Фараджем і заявив, що він підтримує пропозицію Фаража про пошук кандидата на посаду ДУП після закінчення терміну його каденції члена  Європейського парламенту в 2019 році.
У серпні 2018 року, повідомлялося, що Бенкс вирішив  приєднатися до Консервативної партії, та запропонував, щоб прихильники Leave.EU зробити те ж саме, з метою голосування в наступних виборах лідера партії. Згідно з доповіддю, Енді Вігмор, директор комунікацій у Leave.EU, який також подав заявку на вступ в партію, заявив, що він і Бенкс отримали  листи з привітанням про прийняття у партію, але Консервативна партія заявила, що їхні заяви не були затверджені. Представник Консервативної партії заявив, що листи з привітаннями були автоматичні, але згодом були переглянуті, і їх було відхилено.

### Пожертвування Консерванивної партії
Прес-секретар Найджел Фараж заявив, що Бенкс фінансував Чіппінг-Содбери офіс  Південних Глостерширських консерваторів "в розмірі £250,000". Однак, спікер консерваторів сказав, що не було підтримки "порядку величини заявленої суми", і підрахували, що пожертвування були "приблизно в £22,000 марк".
Інформатор з UKIP сказав в  Зберігачі , що Бенкс також позичив £75,417 у Торнбери і Єте Консервативної партії через Panacea Finance (його колишню компанію) у вересні 2007 року. Цей борг був зареєстрований у виборчої комісії і повинен бути виплачений до 2022 року. Однак, реєстраційна палата показала, що Бенкса звільнили з підприємства у вересні 2005 року; у зв'язку з цим було визнано сумнів про те, що Бенкс керував компанією в той час, чи він просто "використовував фірму як проксі-донора", повідомляє The Guardian.

## Відносини з євроскептичними організаціями
У жовтні 2014 року, Бенкс пожертвував 1 млн. фунтів стерлінгів у  Партію незалежності Великої Британії і з тих пір збільшили еквівалент у $11 млн для партії. Він також фінансує Leave.EU на суму, еквівалентну $5 млн., та вважається, як фінансовим захисником кампанії Brexit.
Депутат-консерватор Вільям Хейг називав Бенкса "тим, кого ми ще не чули" після його втечі у UKIP: на що Бенкс відповів збільшенням свого внеску від £100 000 до £1 млн, заявивши: "Я прокинувся сьогодні вранці, маючи намір дати 100 000 фунтів стерлінгів в UKIP - потім я почув, зауваження Mr Hague  про те, що я  Mr Nobody. Через що,  я вирішив дати 1 мільйон фунтів стерлінгів." Це пожертвування стало одним з найбільших грошових сум, які отримувала UKIP.
Бенкс погрожував Дугласу Карсвеллу позбавленням права на повторне обрання в кандидати у вересні 2015 року, коли з'ясувалося, що Карсвелл підтримав Vote Leave, а не Leave.EU компанію яка  фінансується Бенксом, говорячи про Карсвелла як про  "сумнівного аутиста, який страждає психічним захворюванням", повідомляє Huffington Post.
У квітні 2016 року, Приватний детектив повідомив, що Leave.EU "була зареєстрована в реєстраційній палаті, як краща серед організацій і контролюється основним UKIP донором Арроном Бенксом, після того, як  Gibraltar company STM Fidecs Nominees Limited зацікавили його цим в  серпні". Бенкс  пожертвував £4,3 м у групу,як і інвестор Річард Тайс і медіа-гуру Андрій Вігмор.
Банксу зараховували успіх  Leave.EU до приходу Goddard Gunster та їхнього подальшого прийняття "медіа-підходу в американському стилі". Бенкс сказав: "те що сказав Goddard Gunster раніше "насправді неправда. Ви маєте спілкуватися з людьми емоційно. Це допомогло в досягненні успіху Трампу".
У 19 жовтні 2017 року, депутат від робочої сили,  Бен Бредшоу закликав провести розслідування фінансування Бенксом компанії Leave.EU щодо побоювань іноземного втручання в неї .

### Можливість "правого Імпульсу"
У вересні 2016 року, після заяви Бенкса, що UKIP буде "мертвим у воді" якщо Даян Джеймс не стане лідером, він сказав, що піде від UKIP якщо Стівену Вульфу буде заборонено балотуватися у лідери, і ще двоє інших лідерів залишаться в партії: "якщо Ніл Гамільтон і Дуглас Карсвелл залишаться в партії, і Нік вирішить, що Стівен Вулф не зможе балотуватися в лідери, я покидаю UKIP".
Бенкс скептично ставився до UKIP під керівництвом  Paul Nuttall. Він сказав, що Leave.EU  буде продовжувати компанію як "правий Імпульс", гарантуючи, що політики не відмовляється від своїх зобов'язань, щоб покинути EU. Бенкс також підтримував запуск і фінансування pro-Brexit, безпартійного громадянського руху Патріотичного союзу, на основі Руху П'яти Зірок, який міг би бути спрямований "на 200 гірших, найкорумпованіших депутатів" для відбору.

## Brexit
Бенкс заявив, що членство Британії  в ЄС " - це як квиток першого класу на Титанік". Він також зазначив, що ""Економічно, залишившись в ЄС, нестабільно".
Бенкс сказав в травні 2016 року, що його стратегія під час кампанії  Brexit, була  "підкорити виборців ", в надії, що низька явка буде сприяти Brexit.
Бенксу пропонували порушити справу проти  кандидата компанії  Vote Leave , як на і офіційного представника "Leave"  на голосуванні в 2016 ЄС референдумі, через що можливо було б відкласти голосування на два місяці. Однак, Бенкс відмовив в цьому і заявив, що він не буде проводити судовий розгляд. Бенкс також заявив, що Vote Leave   навмисно брехали, коли стверджували, що Велика Британія відправляє 350 млн фунтів в Європейський Союз, не враховуючи знижки, які UK отримує від EU, і що £350 млн. насправді не відправили в штаб-квартире Євросоюзу в Брюсселі.
Після вбивства Джо Кокс, Аррон Бенкс доручив провести опитування про те, чи її вбивство вплинуло на громадську думку на голосуванні. Відповідаючи на питання, чи було опитування "несмачним", Бенкс сказав "Я так не думаю", , додавши, що: "ми сподівалися побачити, що ефект від події був. Це цікава точка зору, чи не буде зрушення суспільної думки".
У серпні 2017 року, Бенкс писав для всіх виборців у виборчому окрузі Філіпа Геммонда, шукаючи підтримки для руху, щоб скасувати вибори Hammond . У відповідь, Хеммонд заявив, що " інші не згодні з моїми поглядами, а хтось з протилежними поглядами  завжди може балотуватися на виборах проти мене... Я зробив виклик, Містеру Бенксу, зробити це". [джерело?]
Були питання що до джерел коштів , які він використовував для підтримки Brexit  і в листопаді 2018 року дане питання було передано для розслідування кримінальної справи. Бенкс заперечував свою провину і заявив, що він не проти  поліцейського розслідування, щоб покласти кінець звинуваченнями.

### Події після референдуму
Слідом за Британським голосуванням покинути ЄС, Бенкс написав листа журналістам, атакуючи своїх критиків. Бенкс описує виборчу комісію парламенту UK як "юридичний поділ компанії" і не згоден з їх рішенням, вважати Vote Leave як офіційну компанію. Відповідь Бекса,  уповноваженому з питань інформації, який в 2016 році оштрафував кампанію £50,000 за відправку більш півтора мільйонів небажаних повідомлень, було коротке "Все одно". Бенкс розглядає голосування Brexit як "своєрідну революцію", через те, що Тереза Мей, яка підтримала Велику Британію, яка залишилася в ЄС, в результаті зрадила тих, хто проголосував за те, щоб залишити.
У листопаді 2017 року, Виборча комісія оголосила, що вона розслідує, чи були порушення правила виборів під час референдуму EU, через пожертвування в розмірі £8.4 млн. компанії Leave.EU, зроблені Бенксом та Better for the Country Ltd, компанією в якій Бенкс є зареєстрованим директором.
4 листопада 2018 року, у зв'язку з результатом Leave на референдумі Brexit, Бенкс на  The Andrew Marr Show заявив, що : "Корупція, яку я бачив у Британській політиці та ганебна поведінка уряду щодо Brexit та те, як вони продають його - значить, що якщо я буду мати час, то ми будемо краще голосувати а не залишати цих демонів".